# Alfred Cerny
Alfred Cerny (* 2. Juni 1926 in Wien; † 25. Mai 2009 in München) war ein österreichischer Schauspieler auf der Bühne sowie in Film und Fernsehen.

## Leben und Wirken
Cerny gab nach seiner Schauspielausbildung sein Debüt in Graz. Anschließend trat er an der Renaissancebühne (Wiens Löwinger-Bühne), dem Wiener Volkstheater und an der Stuttgarter Komödie im Marquardt auf. Als freischaffender Künstler ließ er sich schließlich in München nieder und war dort jahrzehntelang Mitglied des Bayerischen Staatsschauspiels unter der Intendanz Kurt Meisels. Außerdem betätigte sich Cerny viel im Hörfunk und arbeitete als Synchronsprecher. Seit 1957 stand er vor Kameras und wirkte vor allem in Fernsehspielen mit. Dort spielte er durchgehend kleine Rollen, oftmals sogar namenlose Charaktere (erster Bürger, zweiter Journalist, dritter Gast, vierter Verschwörer usw.).

## Filmografie
- 1957: Wetterleuchten um Maria
- 1958: Ein Lied geht um die Welt
- 1958: Sebastian Kneipp – Ein großes Leben
- 1960: Es geschah an der Grenze
- 1960: Schatten der Helden
- 1960: Ein Weihnachtslied in Prosa oder Eine Geistergeschichte zum Christfest
- 1961: Du holde Kunst
- 1962: Das Wunderkind Europas
- 1962: Einen Jux will er sich machen
- 1963: Die Legende vom heiligen Trinker
- 1963: Der Schusternazi
- 1964: Der Strohhalm
- 1964: Sergeant Dower muß sterben
- 1964: Geschichten aus dem Wienerwald
- 1965: Don Juan oder Die Liebe zur Geometrie
- 1965: Die Karte mit dem Luchskopf (TV-Serie, eine Folge)
- 1965: Die Pfingstorgel
- 1966: Flieger Ross
- 1967: Der Fall Ivar Kreuger
- 1967: Das Attentat – Der Tod des Engelbert Dollfuß
- 1968: Madame Legros
- 1968: Der Fall Lena Christ
- 1969: Das Trauerspiel von Julius Caesar
- 1969: Ein Dorf ohne Männer
- 1969: Das Vermächtnis
- 1969: Ende eines Leichtgewichts
- 1969: Die Verschwörung
- 1970: Augenzeugen müssen blind sein
- 1972: Pater Brown (TV-Serie, eine Folge)
- 1974: Telerop 2009 – Es ist noch was zu retten (TV-Serie, eine Folge)
- 1983: Die Krimistunde (Fernsehserie, Folge 4, Episode: „Mir gefällt’s in Wilmington“)
- 1992: Der Alte (TV-Serie, eine Folge)